# 酒田バイパス
酒田バイパス（さかたバイパス）は、山形県酒田市内の国道7号のバイパス道路である。

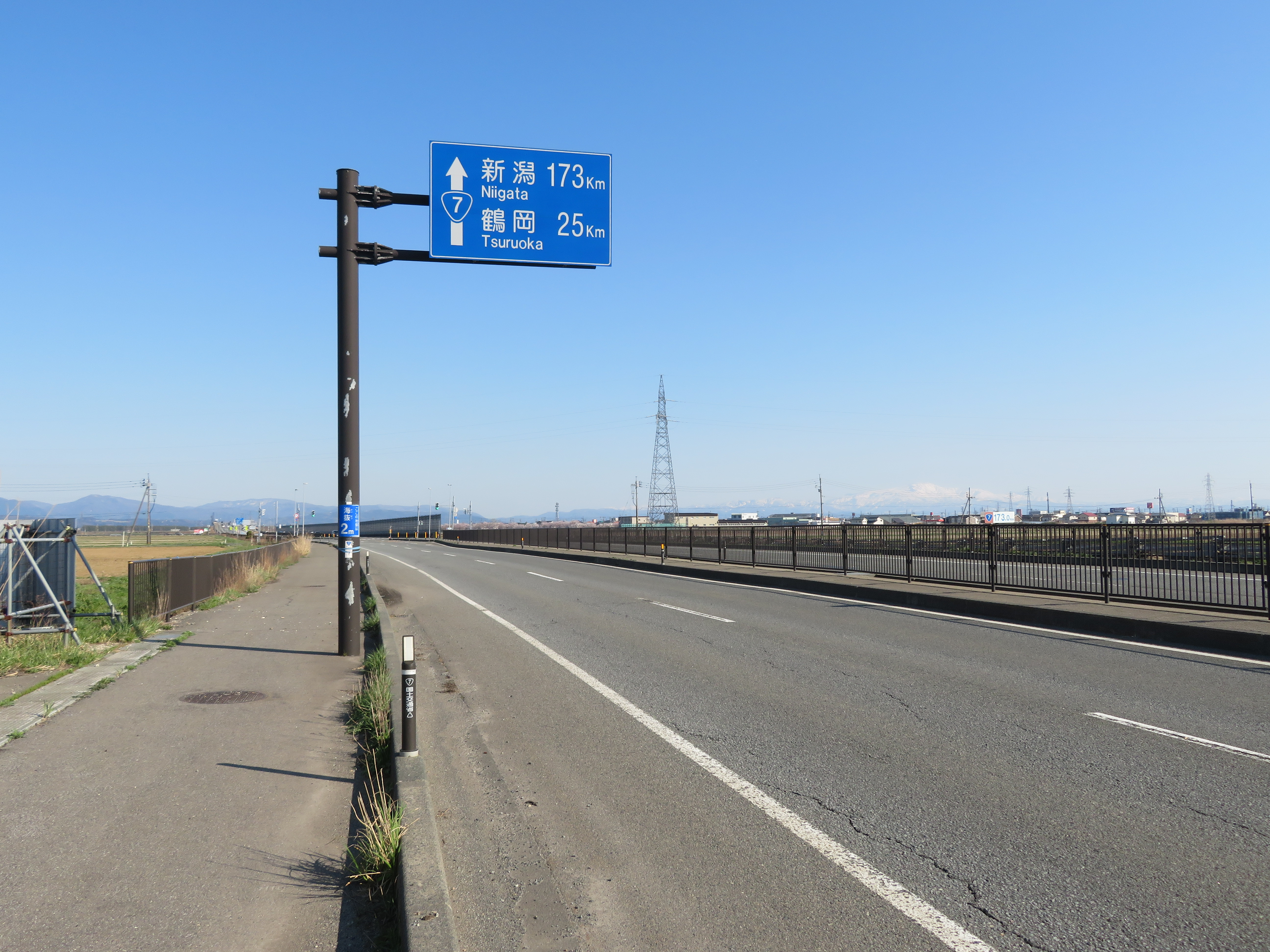
山形県酒田市豊里上割付近

## 概要
- 起点：山形県酒田市両羽町
- 終点：山形県酒田市宮海
- 全長：
- 車線数：片側2車線

## 歴史
- 1972年（昭和47年）8月1日：酒田市大町字大堰端12番の3から同市大字豊里字上割2番の1まで供用開始[1]。
- 1985年（昭和60年）11月3日：酒田市東両羽町7番20から同市東大町2丁目36番5まで4車線化[2][3]。
- 1990年（平成2年）11月1日：酒田市東大町1丁目48番7から同市北新橋1丁目20番2まで4車線化[4]。
- 1992年（平成4年）4月8日：酒田市北新橋1丁目20番2から同市下安町20番1まで4車線化[5]。

## 接続路線
- 山形県道353号吹浦酒田線（酒田市両羽町）
- 山形県道40号酒田松山線（酒田市東大町）
- 山形県道352号生石酒田停車場線（酒田市曙町）
- 国道344号、山形県道42号酒田港線（酒田市上安町）
- 山形県道353号吹浦酒田線（酒田市豊里東）
- 山形県道59号酒田八幡線（酒田市豊里）
- 国道112号（酒田市宮海）